# Santa Fe (Argentinië)
Santa Fe is een stad in het noordoosten van Argentinië nabij de monding van de Saladorivier in de Paranárivier. De Paraná scheidt Santa Fe van de stad Paraná, de hoofdstad van de provincie Entre Rios. Santa Fe is zelf de hoofdstad van de provincie Santa Fe. In Santa Fe wonen ongeveer 369.000 mensen (volgens de census van 2001) op een gebied van 748 km².
De stad werd in 1573 gesticht op de plaats waar nu Cayastá ligt. In 1653 werd de stad vanwege herhaalde overstromingen verhuisd naar de huidige locatie. De stad werd provinciale hoofdstad in 1814, toen de provincie Santa Fe werd afgescheiden van de provincie Buenos Aires.
Ondanks de verhuizing van 1653 ligt de stad nog steeds op een voor overstromingen gevoelige locatie. Op 29 april 2003 steeg het water in de Salado ineens zeer snel, waardoor grote delen van de stad onder water kwamen te staan en honderdduizenden mensen geëvacueerd moesten worden.
Sinds 1897 is de stad de zetel van een rooms-katholiek bisdom en sinds 1934 van een aartsbisdom.

## Sport
De twee belangrijkste voetbalclubs van Santa Fe zijn de rivalen CA Colón en Unión de Santa Fe. De onderlinge wedstrijd wordt de Clásico Santafesino genoemd.

## Stedenband
- Afula (Israël)

## Geboren
- Ariel Ramírez (1921-2010), componist
- David Acevedo (1937), voetballer
- Carlos Reutemann (1942-2021), autocoureur en politicus
- Rogelio Pfirter (1948), diplomaat
- Leopoldo Luque (1949-2021), voetballer
- Rafael Zuviría (1951), voetballer
- Hugo Villaverde (1954-2024). voetballer
- Fabio Díez (1965), beachvolleyballer
- Gustavo Quinteros (1965), voetballer en voetbalcoach
- Juan Antonio Pizzi (1968), voetballer en voetbalcoach
- Nicolás Frutos (1981), voetballer
- Luciano Figueroa (1981), voetballer
- Georgina Klug (1984), volleybal- en beachvolleybalspeelster
- Nicolás Ezequiel Gorosito (1988), voetballer